# Stroigła
Stroigła, kuningamia (Cunninghamia) – rodzaj drzew klasyfikowany, zwłaszcza w dawniejszych systemach, do cypryśnikowatych, współcześnie włączany do cyprysowatych jako klad bazalny tej rodziny. Rodzaj obejmuje dwa gatunki występujące w południowo-wschodniej części Chin, w północnym Wietnamie oraz na wyspie Tajwan. Rosną tam w lasach. Nazwa naukowa upamiętnia Jamesa Cunninhama (zm. ok. 1709) – lekarza Brytyjskiej Kompanii Wschodnioindyjskiej w Chinach, który w 1702 nabył rośliny tego rodzaju do swego ogrodu i wysłał do Anglii, gdzie zostały opisane. 
Stroigła chińska uprawiana jest w Chinach często na plantacjach, a poza tym rozpowszechniona jest w uprawie jako drzewo ozdobne.

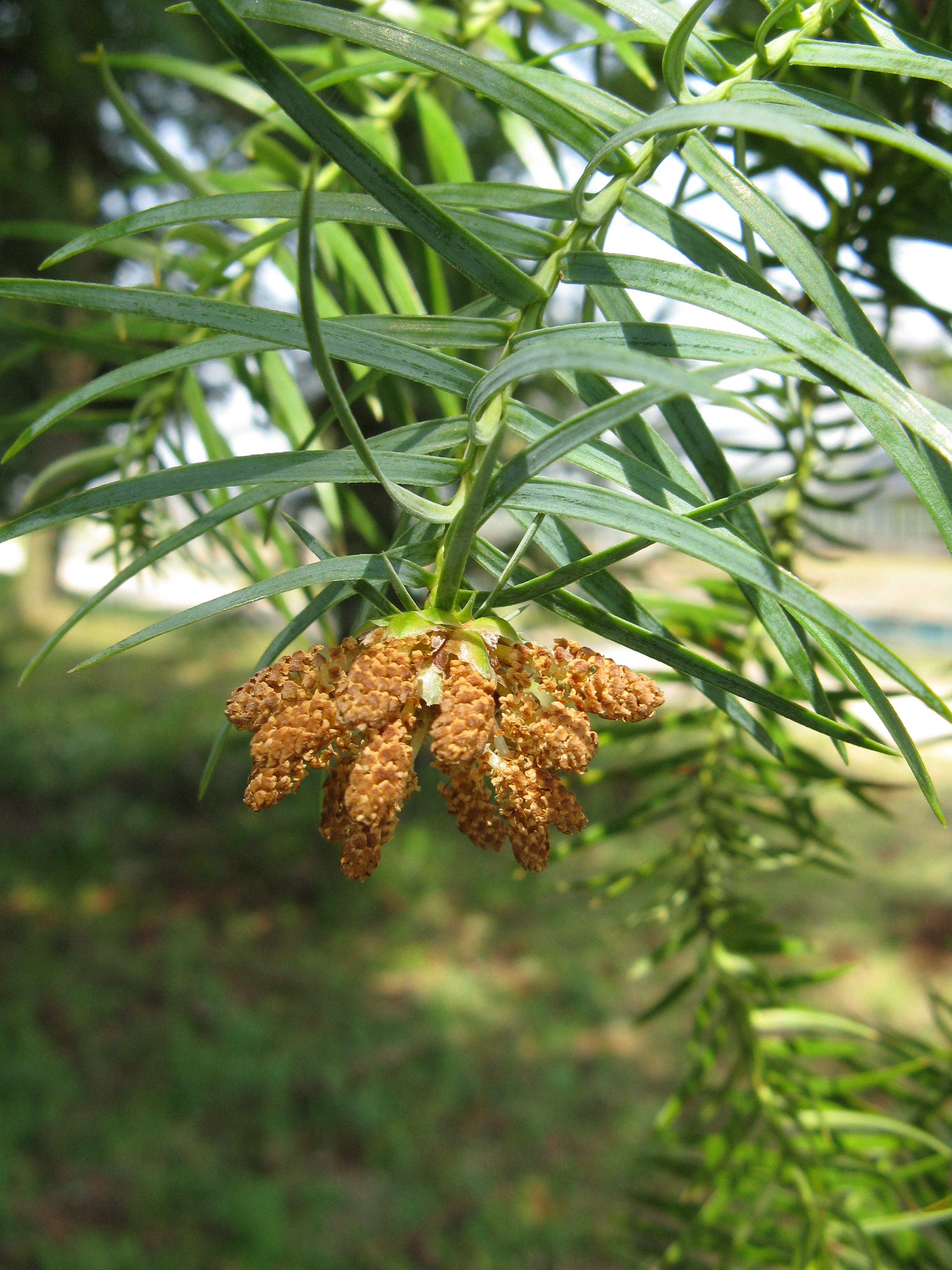
Strobile męskie na końcu pędu stroigły chińskiej

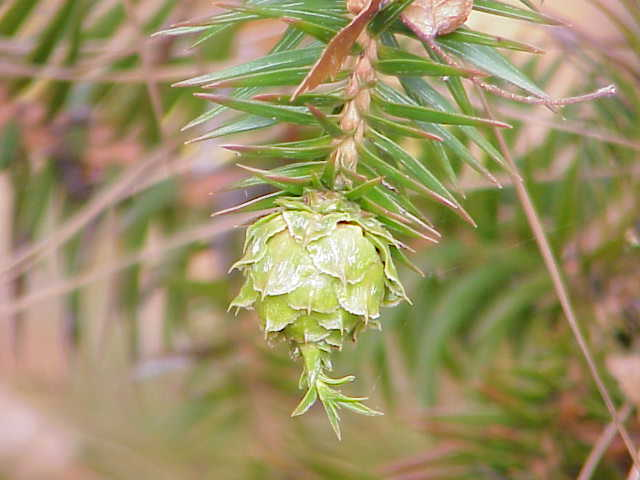
Strobil żeński stroigły chińskiej

## Morfologia
PokrójDrzewa osiągające do 40 m wysokości, o pędach rozgałęzionych okółkowo (u młodych okazów), naprzeciwlegle i dwurzędowo. Boczne gałązki z czasem zasychają i są odrzucane. Pień pokryty jest włóknistą, czerwonobrązową korą. Drzewo jest jednopniowe lub u okazów odroślowych wielopniowe. Korona jest wąska, z wyraźnie rozdzielonymi okółkami poziomo rozpościerających się gałęzi bocznych.
LiścieWąsko lancetowate, sztywne, długości do 5 cm u C. lanceolata i od 2 do 4 cm u C. konishii, ułożone są na pędach skrętolegle, gęsto, na brzegach są drobno piłkowane, pośrodku zwykle nieco wygięte. Od spodu z dwoma jaśniejszymi paskami. Żywe przez 5 lat lub nieco dłużej, potem zasychają.
Organy generatywneRośliny jednopienne. Strobile męskie kotkowate, podłużne, skupione po ok. 12 na końcach gałązek. W każdym strobilu znajduje się od 30 do 100 skrętolegle wyrastających łuskowatych mikrosporofili. Łuski mają kształt trójkątno-owalny, są piłkowane i zawierają po 3 kuliste worki pyłkowe. Szyszki żeńskie owalne ze skórzastymi, sztywnymi, trójkątnymi łuskami, na brzegach piłkowanymi i kolczasto zakończonych na szczycie. Wyrastają pojedynczo lub rzadko skupione po kilka. Na szczycie często przerastają dalej rosnącym, ulistnionym pędem. Osiągają do 4 cm długości.
NasionaRozwijają się po trzy na łuskach nasiennych, nieco spłaszczone, po bokach z wąskimi skrzydełkami. Liścienie są dwa.
Rośliny podobneZ liści i pokroju rośliny tego rodzaju podobne są do niektórych araukarii, które jednak mają liście całobrzegie. Liście przypominają też torreję, od której stroigłę różni m.in. zrzucanie gałązek z zaschniętymi liśćmi, zawsze łatwo widocznych pod drzewem.

## Systematyka
Rodzaj stanowi klad bazalny w obrębie rodziny cyprysowatych. Należą do niego dwa gatunki:
- Cunninghamia konishii Hayata
- Cunninghamia lanceolata (Lamb.) Hook. – stroigła chińska

## Zastosowanie
Drzewa o lekkim, miękkim i jasnym drewnie, bardzo trwałym i wolno rozkładającym się. W obszarze naturalnego występowania są cenionymi drzewami użytkowymi. Drewno ma wiele zastosowań, w tym m.in. używane jest często do wyrobu trumien. W obszarach o odpowiednich warunkach klimatycznych stroigły bywają uprawiane, jednak ze względu na obfite zaśmiecanie powierzchni gruntu zrzucanymi pędami – raczej nie są zbyt cenione jako rośliny ozdobne. Młode okazy źle znoszą mrozy, ale starsze są dość mrozoodporne.